# Druif

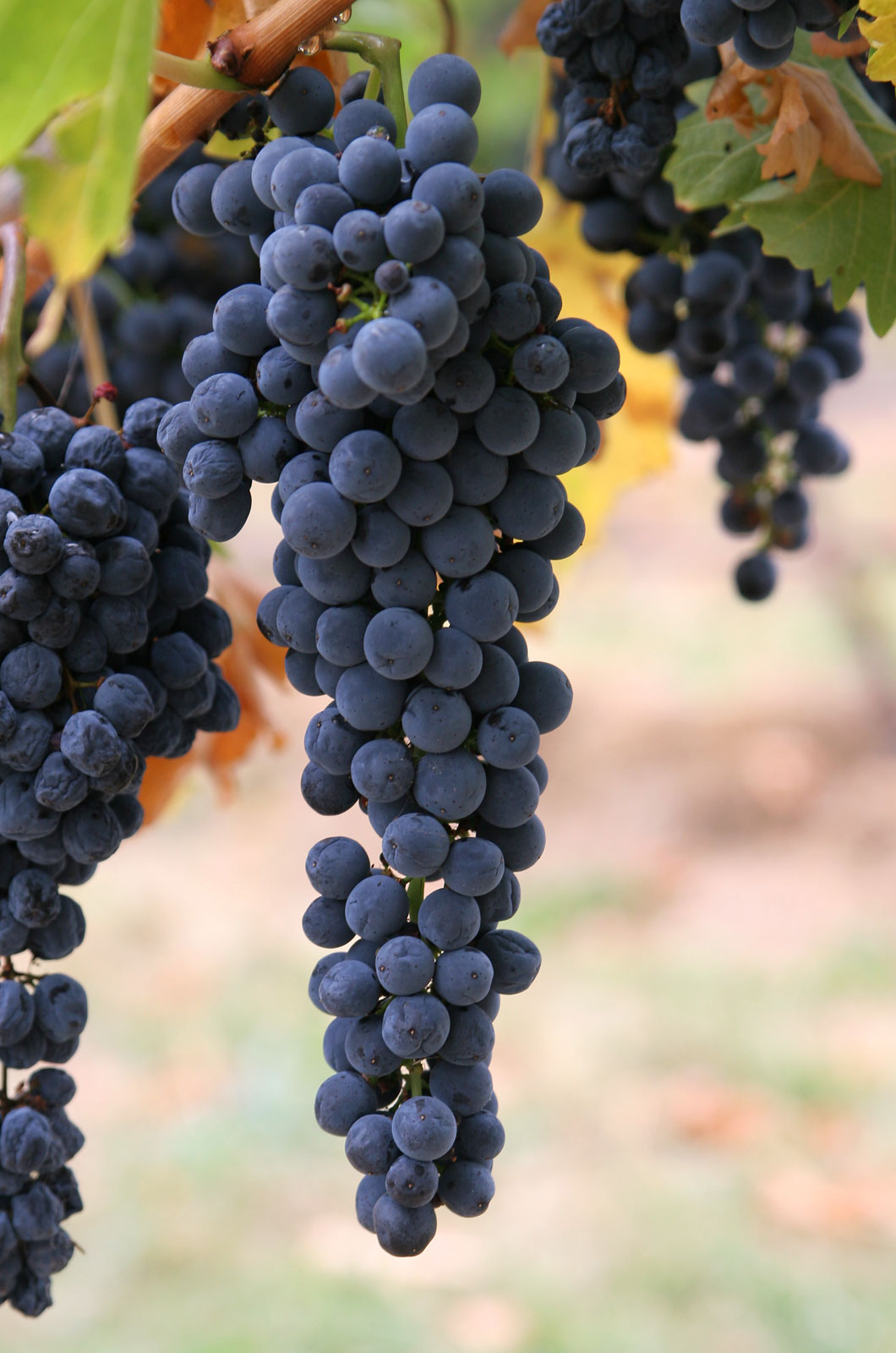
Blauwe druiven

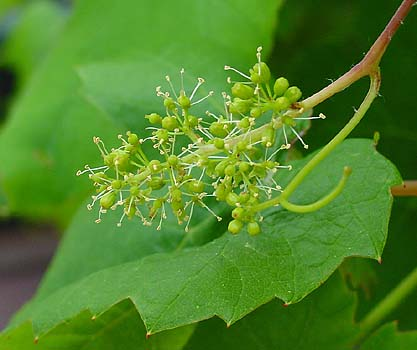
Druivenbloeiwijze

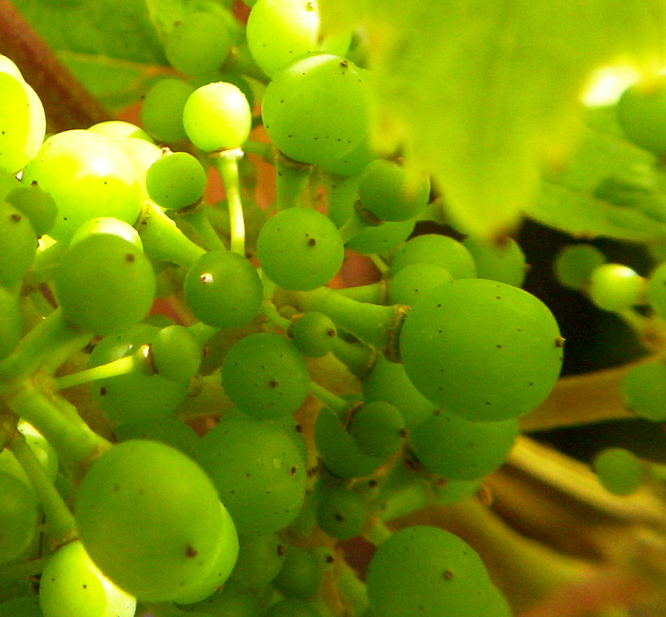
Jonge druiven

De druif is de besvrucht van de wijnstok (Vitis vinifera) die behoort tot de wijnstokfamilie (Vitaceae). De plant is een houtige klimplant. Naast de wilde wijnstok zijn er veel cultivars, die worden verbouwd als druivenstok, ook wel wijnstok of wijnrank genaamd. Van deze in cultuur gebrachte variëteiten worden druiven voor meerdere doeleinden verbouwd.

## Voorkomen
De meeste druiven komen uit landen en gebieden met een mild tot mediterraan klimaat, bijvoorbeeld de landen in het Middellandse Zeegebied zoals Portugal, Spanje, Frankrijk, Italië, Griekenland en Turkije. Bepaalde streken in Duitsland zoals langs de Rijn en de Moezel lenen zich ook goed voor de druiventeelt, doordat de temperatuur op de zuidelijke rivierhellingen enkele graden hoger ligt dan in de gebieden daarbuiten. Druiven worden ook gekweekt in Vlaanderen in dorpen met heuvels als Hoeilaart en Overijse in Vlaams-Brabant. De overgebleven druivenserres behoren tot het cultureel erfgoed van deze gemeenten en van de streek. De druiventeelt in het Hollandse Westland is bijna verdwenen. Op Historische Druivenkwekerij Sonnehoeck in Kwintsheul (Rijksmonument) is vrijwel de gehele geschiedenis van de ambachtelijke teelt van Westlandse tafeldruiven nog te bewonderen. In Monster zijn nog twee oude druivenmuren als Rijksmonument behouden aan de Poeldijkseweg / Zwartendijk, daterend uit de tweede helft van de negentiende eeuw. 

## Vorming
Het vruchtvlees van de druif laat ruimte voor 1 tot 4 pitjes die zich elk uit één zaadknop ontwikkelen. Bij pithoudende druiven moet minstens 1 zaadknop bevrucht worden voordat de vrucht zich kan ontwikkelen. Bij pitvrije druiven sterven de pitten af na bevruchting, terwijl de vrucht zich verder normaal ontwikkelt. Er bestaan parthenocarpe cultivars waarbij vruchten zich zelfs ontwikkelen zonder rijping van de zaadknop.
Tijdens de eerste paar weken groeit de druif door celdeling in het pericarp terwijl tegelijkertijd ook de meeste pitgroei plaatsvindt. Daarop volgt een veel langere fase waarin de cellen van het pericarp samen met de bes groter worden, terwijl de pit en het embryo nauwelijks nog groeien.

## Doel
De druif wordt verbouwd met meerdere doeleinden:
- als tafeldruif, fruit voor verse consumptie
- als basis voor het maken van wijn, druivensap of sterke drank, zoals pálinka
- voor de productie van rozijnen en krenten
- voor de productie van druivenpitolie uit de pitten
- voor de productie van druivenstroop

## Consumptiedruiven
Om als fruit geteeld te worden, is het noodzakelijk dat de vruchten groot en sappig zijn en vooral een zoete smaak hebben. Er zijn tientallen cultivars, die voor het eten van de vruchten in aanmerking komen. Hiervoor worden zowel witte als blauwe druiven verbouwd.
De trossen moeten reeds vroeg in hun ontwikkeling geselecteerd worden op basis van hun standplaats en hun omvang. Een van de belangrijkste bewerkingen om mooie, volle trossen te ontwikkelen, is het "krenten" van de druiven. Deze behandeling bestaat erin overtollige druiven uit de tros weg te knippen met een speciaal daarvoor ontwikkeld, scherpgepunt schaartje, waarmee men de niet bevruchte en de slecht geplaatste druifjes elimineert. Doet men dit niet, dan krijgt men enerzijds vruchten die te klein blijven en die anderzijds zeer onregelmatig kleuren. Dit krenten gebeurt voornamelijk in de maand juli en wordt de groene oogst genoemd. Het is van het grootste belang dat de druiven gelijkmatig en gelijktijdig afrijpen, zodat de pluk in één keer kan gebeuren. Alle soorten druiven kunnen gebruikt worden om rozijnen te maken.

## Druivenrassen
Vele druivenrassen zijn speciaal gekweekt als landbouwgewas, waarbij meestal een combinatie is nagestreefd tussen rendement, smaakeigenschappen en aanpassing aan plaatselijke klimaten. Globaal worden rassen onderverdeeld naargelang ze druiven met een blauwe of witte schil voortbrengen, hoewel er ook rode variëteiten bestaan. Witte wijn wordt gemaakt van zuiver druivensap zonder schillen en kan dus ook van blauwe druiven afkomstig zijn.

## Gezondheidseffecten
Verse druiven bevatten circa 80 mg/kg proanthocyanidines.
Onder invloed van biologische en abiologische bedreigingen produceert de druivenrank resveratrol en andere stilbenen. Er bestaan studies die negatieve correlaties aantonen tussen consumptie van dergelijke polyfenolen en diverse gezondheidsproblemen waaronder hart- en vaatziekten, bepaalde kankers en diabetes mellitus. Zowel resveratrol als proanthocyanide zijn dan ook aangehaald als mogelijke verklaringen van de Franse paradox. Deze stoffen zitten inderdaad het sterkst geconcentreerd in de schil van de druif, waardoor ze relatief meer voorkomen in rode wijn dan in ongegist druivensap of in witte wijn.

## Belagers

### Schimmels
De wijnstok kan worden aangevallen door een grote diversiteit aan fungi die de kwaliteit van de vruchten aantasten, hetzij onrechtstreeks door de suikerproductie in de bladeren te verminderen, hetzij rechtstreeks door het verminderen van de bloei of de rijping of door het afsterven van delen van de druif. Deze organismen kunnen worden bestreden met aangepaste verbouwingstechnieken en met gericht gebruik van fungiciden.
Vanuit economisch perspectief zijn de belangrijkste pathogenen Plasmopara viticola (valse meeldauw), Erysiphe necator (echte meeldauw) en grauwe schimmel. Sommige fungi zijn onschadelijke epifyten, terwijl nog andere zelf als ziektebestrijders werken. Er bestaan ook fungi waarvan de mycotoxines min of meer toxisch zijn voor de mens of voor wijngist.

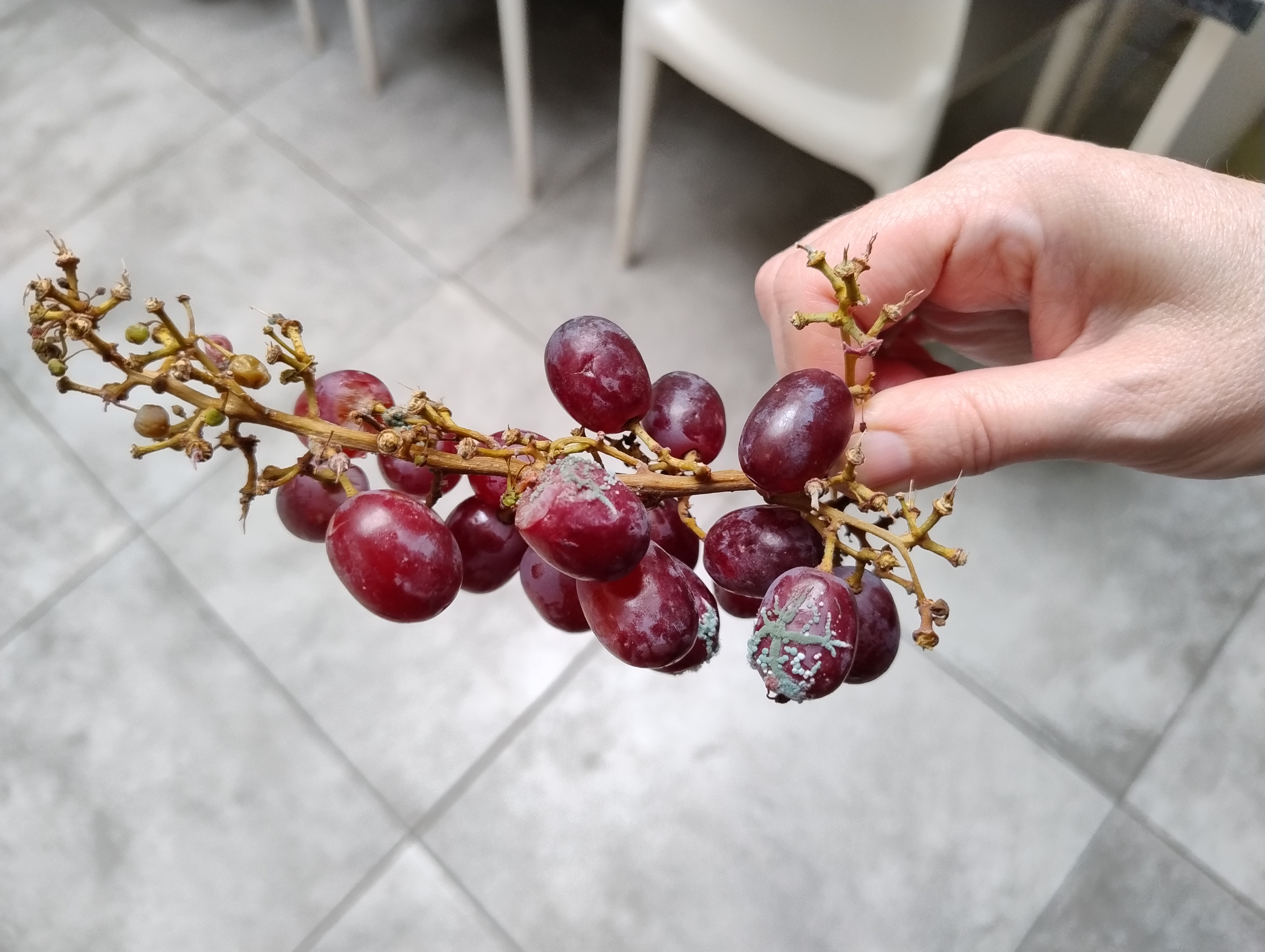
Druiven aangetast door een schimmel.

De grauwe schimmel speelt ook een positieve economische rol in de edele rotting: de schimmel maakt de druif in het najaar poreus, waardoor een deel van het water verdampt en het suikergehalte verhoogt. In verschillende Europese wijnlanden wordt van deze aangetaste druiven een bijzondere wijn gebouwd.

### Bladluis
De druifluis is een van oorsprong Noord-Amerikaanse bladluis met een bijzondere voorkeur voor Vitis vinifera. In de 19de eeuw verspreidde ze zich als invasieve soort in vrijwel alle Europese wijngebieden. De grootste schade wordt toegebracht aan het wortelstelsel van de wijnstok; vele traditionele Europese wijnstokken worden sindsdien vrijwel uitsluitend verbouwd als ent op een resistente Amerikaanse soort.

### Mijt
De druivenbladgalmijt is een mijt die de bladeren van de wijnstok aantast door bladgalvorming. De mijt overwintert onder de schors van de stam. De economische schade voor de druivenoogst blijft beperkt.

## Wereldwijde productie
Volgens de Voedsel- en Landbouworganisatie van de Verenigde Naties bedroeg de wereldproductie 79.125.982 ton in 2018. Deze productie was afkomstig van een areaal van 7.157.658 ha, wat neerkomt op een gemiddelde opbrengst van 11,0547 ton/ha. Het United States Department of Agriculture kende aan de wereldproductie in 2016 een gemiddelde waarde toe van 882 dollar/ton.
| Topproducenten van druiven 2020 | Topproducenten van druiven 2020 |
| Land                            | Productie (ton)                 |
| ------------------------------- | ------------------------------- |
| China                           | 14.769.088"                     |
| Italië                          | 8.222.360                       |
| Spanje                          | 6.817.770                       |
| Frankrijk                       | 5.884.230                       |
| Verenigde Staten                | 5.388.679                       |
| Turkije                         | 4.208.908                       |
| India                           | 3.125.000                       |
| Chili                           | 2.772.561                       |
| Argentinië                      | 2.055.746                       |
| Zuid-Afrika                     | 2.028.185                       |

## Druivenpitolie
De druivenpitten worden verwerkt tot druivenpitolie. Deze olie is enigszins groenig tot vrijwel kleurloos en kan in cosmetica worden toegepast. Bij het fonduen wordt deze olie wel binnenshuis gebruikt vanwege het hoge rookpunt en dus weinig vorming van oliewalm.

## Symboliek
In de christelijke iconografie is een tros druiven het symbool van het Laatste Avondmaal en daarmee van het bloed van Jezus Christus.

Ook is een tros druiven het attribuut van Vincentius van Zaragoza, beschermheilige van de wijnbouwers. Verder geldt de druiventros als een symbool van vreugde en vruchtbaarheid; als zodanig wordt hij bijvoorbeeld vaak afgebeeld in de Hoorn des overvloeds.

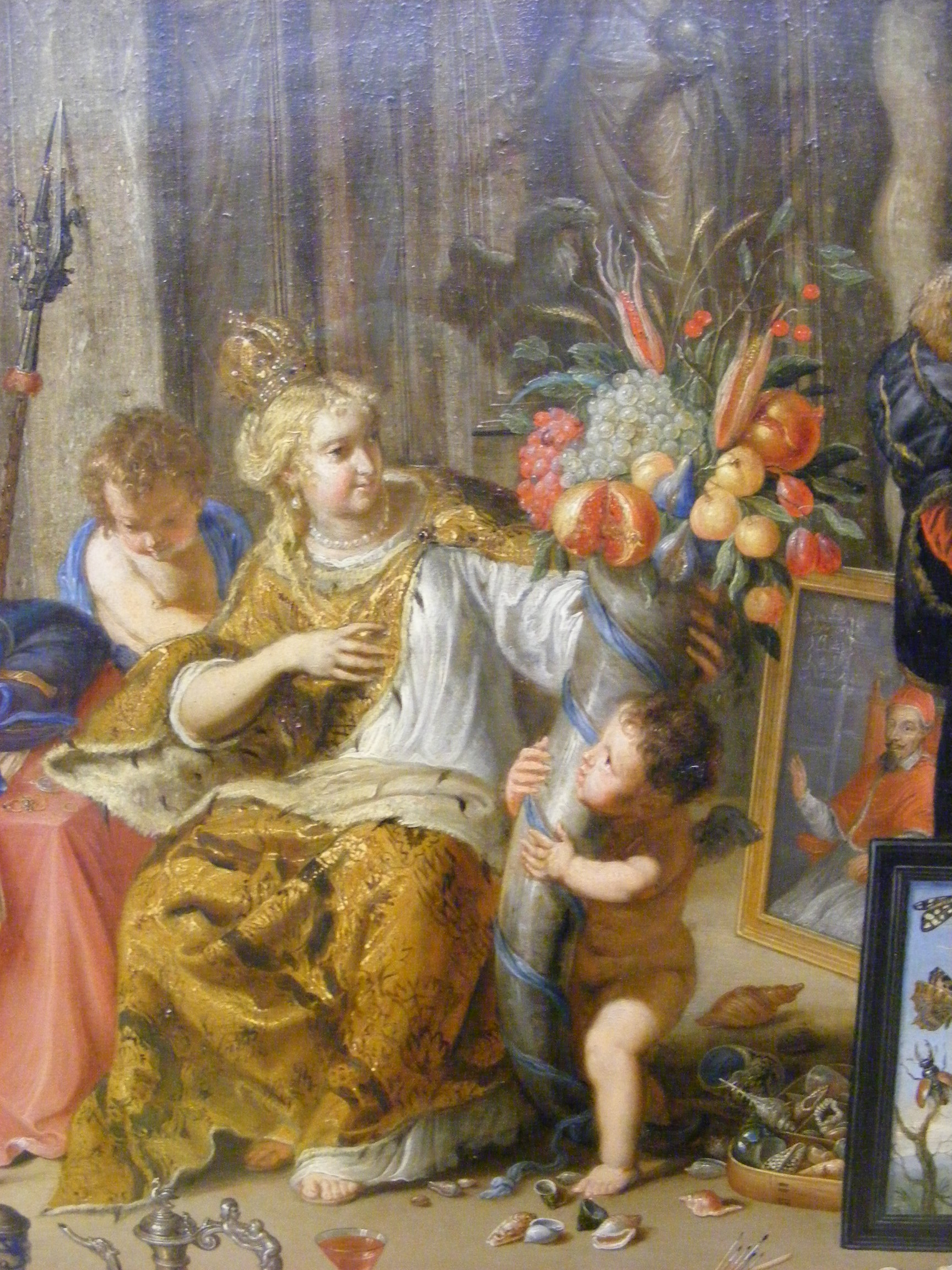
Detail van het schilderij "Der Erdteil Europa" van Jan van Kessel
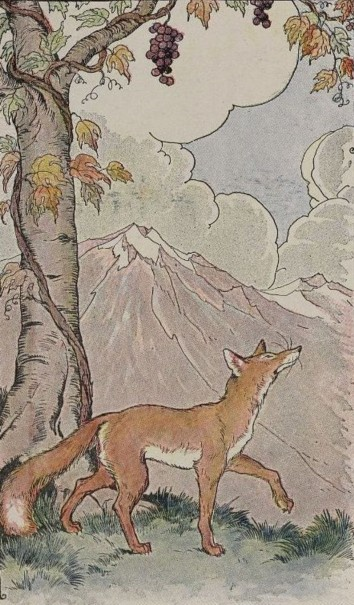
De vos en de druiven. Uit: The Æsop for Children, tekening Milo Winter

## Uitdrukkingen
'De druiven zijn zuur' in zijn oorspronkelijke betekenis beschrijft het proberen weg te praten van een teleurstelling door (voor zichzelf of tegenover anderen) negatief te (gaan) doen over wat men had gewild, maar niet kan of mag hebben (ook als men het eerst probeerde te bereiken en dus kennelijk wel aantrekkelijk vond).
Een voorbeeld is iemand die op dieet is en fantaseert dat hij taart met slagroom niet lekker vindt.
De uitdrukking is ontleend aan de fabel 'De vos en de druiven' van Aisopos: de vos kon niet bij de druiven en veronderstelde toen maar dat de druiven zuur waren.
De uitdrukking wordt ook wel gebruikt in de betekenis 'het is een grote teleurstelling'.
Ook wordt wel gezegd, wanneer iets een aangename of gunstige wending blijkt te krijgen, dat men van zure druiven toch zoete wijn kan maken.